# Егошино (Новоторъяльский район)
Егошино (мар. Йогошын) — деревня в Новоторъяльском районе Республики Марий Эл. Входит в состав Масканурского сельского поселения.

## География
Находится в северо-восточной части республики Марий Эл на расстоянии приблизительно 15 км по прямой на север от районного центра посёлка Новый Торъял.

## История
Упоминается с 1795 года. В 1836 году в 5 хозяйствах насчитывалось 52 жителя. В 1884 году в починке Егошин (Орья Черемисская) Кужнурской волости Уржумского уезда Вятской губернии насчитывалось 32 двора, 209 жителей. В 1905 году в 27 дворах проживали 166 жителей. В 1920 году в деревне проживали 252 человека, в 1925 году после голода — 149. С 1960-х годов численность жителей стала стремительно сокращаться, закрыли школу, затем магазин. К 1980 году в деревне осталось 12 дворов, 24 жителя. В 1999 году в деревне в 4 домах проживали 5 русских и 2 мари. В 2002 года числилось 4 двора. В советское время работали колхозы имени Будённого, «Памяти Ленина», совхоз «Памяти Ленина», подсобное хозяйство завода «Контакт».

## Население
Население составляло 7 человек (русские 43 %, мари 57 %) в 2002 году, 6 в 2010.